# Qızıldaş
Qızıldaş (ryska: Кызыл-Даш) är en ort i Azerbajdzjan.   Den ligger i distriktet Baku, i den östra delen av landet, 26 km väster om huvudstaden Baku. Qızıldaş ligger 60 meter över havet och antalet invånare är 3 869.
Terrängen runt Qızıldaş är platt åt nordost, men åt sydväst är den kuperad. Närmaste större samhälle är Lökbatan, 11,6 km öster om Qızıldaş. 
Omgivningarna runt Qızıldaş är i huvudsak ett öppet busklandskap.